# 卫驹
衛駒（?—?），五胡十六国時代後燕人物，出身昌黎郡鮮卑族。
384年正月，前秦冠軍将軍慕容垂反秦自立，衛駒率兵归降慕容垂。慕容垂至滎陽，自称燕王，任命文武諸官，衛駒任鷹揚将軍。后来担任光禄大夫。403年十二月，担任并州刺史，鎮守凡城。